# Halfen Dombach
Halfen Dombach ist ein Ortsteil im Stadtteil Sand von Bergisch Gladbach.

## Geschichte
Die Hofstelle Halfen Dombach ist aus einer mittelalterlichen Siedlungsgründung hervorgegangen. Die Örtlichkeit wird im Urkataster angegeben mit an dem alten Weg von Sand nach Häuser Dombach und Halfen Dombach. Der Hof war zusammen mit dem Rittergut Dombach als eine Siedlungseinheit entstanden und bildete den angrenzenden Wirtschaftshof des Ritterguts. Den Pächter nannte man Halfe oder Halfen, weil er die Hälfte seiner Erträge an den Herrensitz abzuliefern hatte. Das Rittergut Dombach ist schon für die Mitte des 13. Jahrhunderts belegt.
Der Ort ist auf der Preußischen Uraufnahme von 1840 als Halfen Dombach verzeichnet. Ab der Preußischen Neuaufnahme von 1892 ist er auf Messtischblättern regelmäßig als Halfendombach oder Halfe-Dombach verzeichnet.
| Jahr | Einwohner | Wohn- gebäude | Kategorie                            | Politische / kirchliche Zugehörigkeit                   |
| ---- | --------- | ------------- | ------------------------------------ | ------------------------------------------------------- |
| 1830 | 20        |               | Bauergüter                           | Bürgermeisterei Bensberg, Pfarre Herkenrath             |
| 1845 | 9         | 2             | Bauergüter und ehemaliger Rittersitz | Bürgermeisterei Bensberg, Pfarre Herkenrath             |
| 1871 | 11        | 2             | Hofstelle                            | Bürgermeisterei Gladbach                                |
| 1885 | 15        | 2             | Wohnplatz                            | Bürgermeisterei Gladbach, Kirchspiel Herkenrath         |
| 1895 | 12        | 2             | Wohnplatz                            | Bürgermeisterei Gladbach, Kirchspiel Herkenrath         |
| 1905 | 15        | 2             | Wohnplatz                            | Bürgermeisterei Gladbach, katholische Pfarre Herkenrath |

## Denkmalpflege
Die Häuser Halfen Dombach 1 und 2 sind unter 75 und 76 in der Liste der Baudenkmäler in Bergisch Gladbach seit 1985 als Baudenkmal eingetragen.